# 富山浩樹
富山 浩樹（とみやま ひろき、1976年9月5日 - ）は日本の実業家。サツドラホールディングス株式会社代表取締役社長CEO、株式会社サッポロドラッグストアー代表取締役社長CEO。

## 人物・来歴
1976年9月5日生まれ。北海道札幌市出身。札幌大学経営学部卒業。1999年4月ダイカ入社。2007年10月サッポロドラッグストアー入社。同社取締役、常務取締役などを務める。2015年5月サッポロドラッグストアー代表取締役社長、2016年8月サツドラホールディングス代表取締役社長に就任。
2019年7月株式会社リージョナルマーケティング代表取締役会長 CEO、GRIT WORKS株式会社取締役会長、2020年8月株式会社サッポロドラッグストアー代表取締役社長 CEO、サツドラホールディングス代表取締役社長 CEOに就任。
2020年11月株式会社出前館社外取締役、バリュエンスホールディングス株式会社社外取締役、2022年10月株式会社S Ventures取締役、2023年10月AWL株式会社取締役（非常勤）に就任。コンサドーレ取締役（非常勤）も務める。

## 家族
父・睦浩
サッポロドラッグストアー創業者。サツドラホールディングス特別顧問Founder。
母・光惠
サツドラホールディングス相談役Founder。